# Décès en juin 1974
Décès
- 1970
- 1971
- 1972
- 1973
- 1974
- 1975
- 1976
- 1977
- 1978

Pour une information complémentaire, voir la page d'aide.

| Date    | Nom                | Activités             | Âge | Source |
| ------- | ------------------ | --------------------- | --- | ------ |
| 28 juin | Mauricius          | Anarchiste français.  | 88  |        |
| 29 juin | Nibia Sabalsagaray | Militante uruguayenne | 24  | (es)   |